# Somao
Somao (asturisch, auf Spanisch Somado) ist eines von 15 Parroquias in der Gemeinde Pravia der autonomen Region Asturien in Spanien.

Die 325 Einwohner leben in 229 Häusern in den Ortsteilen
- El Palomar
- La Cruzada
- La Zafil
- Calle la Eta
- La Reigada.

Somao liegt elf Kilometer nördlich der Gemeindehauptstadt Pravia. Somao ist über die Autopista AP-8 zu erreichen. Der Flughafen Asturias liegt nur zwölf Kilometer entfernt.